# Rieti (tỉnh)
Tỉnh Rieti (Tiếng Ý: Provincia di Rieti) là một tỉnh trong vùng Latium của Ý. Tỉnh lỵ là thành phố Rieti.
Tỉnh này có diện tích 2.749 km², tổng dân số là 153.258 (2005). Có 73 đô thị (danh từ số ít tiếng Ý:comune) ở trong tỉnh này  Lưu trữ ngày 7 tháng 8 năm 2007 tại Wayback Machine, xem các đô thị tỉnh Rieti.
Tỉnh Rieti được thành lập năm 1927.